# Usi e costumi di Napoli e contorni descritti e dipinti
Usi e costumi di Napoli e contorni descritti e dipinti est une œuvre littéraire de Francesco de Bourcard publiée en 1853 sur les coutumes et les traditions du royaume de Naples au XIXe siècle.

## Histoire et auteurs
Passionné par la vie quotidienne de la ville, Francesco de Bourcard, napolitain d'origine suisse, se consacre pendant une vingtaine d'années, de 1847 à 1866, à la rédaction de l'ouvrage qui allait le rendre célèbre. La première édition du premier volume est publiée en 1853, la seconde en 1858. L'œuvre dépeint et raconte les coutumes locales de l'époque, les personnages typiques du peuple et un large éventail de fêtes populaires et religieuses. Les textes sont accompagnés de cent lithographies, signées par le dessinateur et le graveur, qui illustrent sous forme graphique les sujets décrits dans les chapitres.
L'originalité de l'œuvre réside également dans la qualité des artistes participants au projet de de Bouscard. Parmi les écrivains, outre de Bourcard lui-même, on trouve Giuseppe Regaldi, Carlo Tito Dalbono (it), Francesco Mastriani, Emmanuele Rocco (it), Emanuele Bidèra, Achille de Lauzières (it) et Enrico Cossovich ; parmi les dessinateurs, on trouve Filippo Palizzi (49 %), Teodoro Duclère (25 %), Pasquale Mattei (15 %), Carlo Martorana (6 %), Teodoro Ghezzi (2 %), Francesco Saverio Altamura (2 %), Nicola Palizzi (1 %). Parmi les graveurs, Francesco Pisante domine (75 %), et dirige également les gravures de son élève Carlo Martorana (8 %), puis nous trouvons Giovanni Fusaro (7 %), Saro Cucinotta (8 %) Oruvasfan (6 %) et Di Bartolo (1 %).

## Volumes numérisés
- 1853 Usi e costumi di Napoli e contorni descritti e dipinti vol.1 digitalizzato: google libri
- 1866 Usi e costumi di Napoli e contorni descritti e dipinti vol.2 digitalizzato: google libri